# Musa Ulqini
Musa Rexhep Ulqini (ur. 21 maja 1959 w Szkodrze) –  albański politolog i prawnik, minister informacji w latach 1998-1999, deputowany do Zgromadzenia Albanii z ramienia Socjalistycznej Partii Albanii.

## Życiorys
W 1983 roku ukończył studia prawnicze na Uniwersytecie Tirańskim. Pracował następnie do 1991 roku jako dziennikarz w czasopiśmie Zëri i Popullit.
Reprezentował Socjalistyczną Partię Albanii w Zgromadzeniu Albanii, uzyskując mandat deputowanego w wyniku wyborów parlamentarnych w latach 1997, 2001, 2005, 2013 i 2017. W 2009 roku nie uzyskał reelekcji.
Od 2 października 1998 do 29 października 1999 roku pełnił funkcja ministra informacji.
W 2010 roku uzyskał tytuł magistra nauk politycznych na Europejskim Uniwersytecie w Tiranie.